# Coop Svizzera
La Coop Svizzera (Coop Schweiz in tedesco, Coop Suisse in francese) è una cooperativa di consumatori della Svizzera, il primo operatore della grande distribuzione elvetica, subito dopo viene Migros.

## Storia

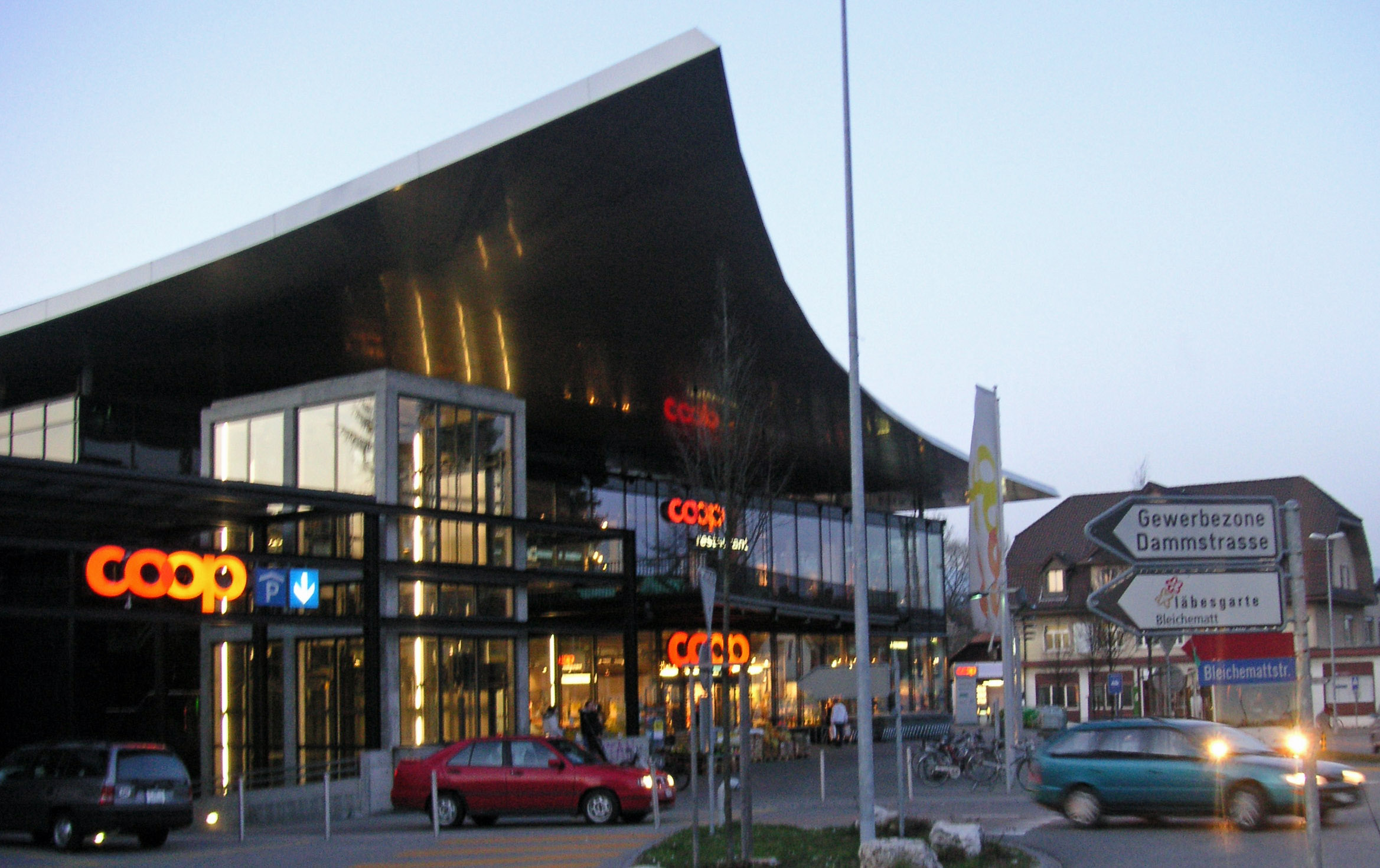
Supermercato Coop a Biberist

La prima cooperativa di consumo svizzera è stata fondata dall'imprenditore tessile Jean Jeny nel 1850. Successivamente diverse società cooperative sono state fondate in numerose città svizzere. Dopo due tentativi infruttuosi nel 1853 e nel 1869, l'11 gennaio 1890 viene fondata a Olten l'Unione Svizzera delle Società di Consumo.
Questo consorzio raggruppa le cooperative di Zurigo, Grenchen, Bienne, Olten e Basilea, che sarà designata come cooperativa coordinatrice. Alla fine dell'anno l'Unione conta 43 cooperative membri e nel 1892 aprirà un primo magazzino centralizzato di distribuzione all'ingrosso.
Nel 1883 l'Unione si trasforma in società cooperativa, ai sensi del diritto cooperativo presente nel primo Codice federale delle obbligazioni del 1883. Essa pubblica il suo primo bollettino d'informazione rivolto alle società affiliate, seguito, nel 1904, da un giornale popolare chiamato "Cooperazione". Nel 1915, l'Unione riunisce 407 società cooperative. Dalla fine della Seconda guerra mondiale, l'Unione aumenta ancora la sua importanza e, nel 1948 apre un primo magazzino a libero servizio a Zurigo. Dieci anni più tardi, l'Unione ne conterà più di 3200, per 572 cooperative membri, cifre ormai superate.
Gli anni 1960 sono movimentati: l'Unione si lancia nella pubblicità televisiva, ma nel 1967 il suo giro d'affari è intaccato da quello delle cooperative Migros. Nel 1969, l'Unione svizzera delle società di consumo diventa Coop Svizzera e avvia un primo piano di fusioni con l'obiettivo di ridurre il numero delle cooperative a 30-40 dal 1975. Tuttavia nel 1979 erano presenti ancora 67 cooperative, e Coop Svizzera lancerà un secondo piano di fusioni che permetterà nel 1983 di arrivare a 40 cooperative e 18 centrali di distribuzione.
Nel 1980 Coop Svizzera acquisisce la Radio TV Steiner S.A.
Continuano intanto i progetti per razionalizzare il numero di cooperative: nel 1986 si passò da 40 a 18 cooperative e si creò un'unica centrale di distribuzione. 11 anni dopo, nel 1997 si progettò un piano chiamato "RegioForte" al fine di unificare ulteriormente le cooperative presenti in un numero limitato di cooperative regionali (un po' come in Italia), però questo piano non ebbe successo. L'anno successivo si avviò invece un piano ancora più accentrativo, "CoopForte", che concentrò tutte le cooperative esistenti all'epoca (14) nel consorzio Coop Svizzera, che da consorzio si trasformò così in cooperativa unica nazionale, con un'organizzazione decentrata in 5 regioni di vendita (Svizzera Romanda, Berna, Svizzera del Nord-Ovest, Svizzera Centrale-Zurigo, Svizzera Orientale-Ticino).
Nel 2007 Coop Svizzera ha rilevato gli ipermercati svizzeri di Carrefour.
Nel 2010 Coop Svizzera acquisisce dal gruppo Rewe il 50% di TransGourmet, salendo così al 100%. Si consolida così il ruolo di Coop Svizzera nella gestione dei cash and carry e foodservice, in particolare al gruppo TransGourmet fanno capo al le società Howeg (Svizzera), Rewe-Foodservice (Germania) e TransGourmet France (Francia) nel settore dell'ingrosso, Prodega-Growa CC (Svizzera) e Fegro-Selgros (Germania, Polonia, Romania e Russia) in quello del Cash & Carry.

## Soci e servizi
- Al 31 dicembre 2015 i soci erano 2.536.800.
- In Coop Svizzera è presente la cassa depositi, un servizio simile al prestito sociale italiano, e offre anche alcuni servizi aggiuntivi, come il cambio valuta direttamente nei punti vendita;
- Coop Svizzera è operatore mobile virtuale su rete Swisscom con il marchio CoopMobile[2].

## La rete di vendita
La rete di vendita è molto capillare sul territorio e diversificata; seguono dati aggiornati al 31 dicembre 2015.

### Punti vendita alimentari
- 533 superette a insegna Coop;
- 281 convenience store a insegna Coop Pronto, di cui 178 nelle stazioni di servizio Coop;
- 201 supermercati a insegna Coop;
- 91 superstore a insegna Coop;
- 31 grandi magazzini a insegna Coop City;
- 31 ipermercati a insegna Coop Megastore;
- 199 ristoranti Coop;
- 30 ristoranti di Marché Ristoranti Svizzera SA.

### Punti vendita non alimentari
- 74 negozi di prodotti per il fai da te a insegna Coop Edile+Hobby (Coop Bau+Hobby in tedesco; Coop Brico+Loisirs in francese);
- 187 negozi di elettronica ad insegna Interdiscount;
- 47 negozi di mobili e prodotti di illuminazione a insegna TopTip e Lumimart
- 124 negozi di profumeria ad insegna Import;
- 72 negozi di gioielleria ad insegna CHRIST Orologi & Gioielli;
- 64 farmacie Coop Vitality;
- 233 stazioni di servizio;
- 162 negozi di Dipl. Ing. Fust;
- 50 negozi di Body Shop Switzerland SA;
- 3 alberghi.

## Alleanze
Coop Svizzera aderisce a Coopernic, alleanza europea con sede a Bruxelles a cui aderisce anche Coop Italia, il consorzio italiano Conad, il gruppo tedesco Rewe, il gruppo francese E.Leclerc e il belga Colruyt.

## Sommario
Il Gruppo Coop ha sede in Svizzera e opera nel commercio al dettaglio, nel commercio all'ingrosso e nell'ambito della produzione. Nel Gruppo Coop si annoverano negozi con formati nel settore Food, Non Food e dei servizi. Coop offre la più ampia varietà di marche nel commercio al dettaglio svizzero e si distingue per il vasto assortimento ecologico e di profilo sociale, nonché tramite una produttività sostenibile lungo tutte le fasi della catena di creazione di valore aggiunto. Con la Transgourmet Holding AG, Coop è la seconda azienda in Europa nel Cash & Carry e nel rifornimento all'ingrosso. In totale, il gruppo Coop gestisce in Svizzera circa 2000 punti di vendita nel commercio al dettaglio e 124 mercati Cash & Carry in Svizzera ed Europa. Il Gruppo Coop impiega circa 80.000 collaboratori, di cui circa 54.000 in Svizzera.